# Wereldkampioenschappen schermen 2018
De 66ste wereldkampioenschappen schermen werden gehouden in Wuxi, China, van 19 tot en met 27 juli 2018. De organisatie lag in de handen van de FIE.

## Medailles

### Mannen
| Onderdeel          | Goud | Goud                                                         | Zilver | Zilver                                                                | Brons   | Brons                                                                   |
| ------------------ | ---- | ------------------------------------------------------------ | ------ | --------------------------------------------------------------------- | ------- | ----------------------------------------------------------------------- |
| Degen individueel  | FRA  | Yannick Borel                                                | VEN    | Rubén Limardo Gascón                                                  | UKR     | Bohdan Nikisjyn Roman Svichkar                                          |
| Floret individueel | ITA  | Alessio Foconi                                               | GBR    | Richard Kruse                                                         | KOR ESP | Heo Jun Carlos Llavador                                                 |
| Sabel individueel  | KOR  | Kim Jung-hwan                                                | USA    | Eli Dershwitz                                                         | RUS KOR | Kamil Ibragimov Kim Jun-ho                                              |
| Degen ploegen      | SUI  | Max Heinzer Lucas Malcotti Michele Niggeler Benjamin Steffen | KOR    | Jung Jin-sun Kweon Young-jun Park Sang-young Park Kyoung-doo          | RUS     | Sergej Bida Sergej Chodos Nikita Glazkov Pavel Soechov                  |
| Floret ploegen     | ITA  | Giorgio Avola Andrea Cassarà Alessio Foconi Daniele Garozzo  | USA    | Miles Chamley-Watson Race Imboden Alexander Massialas Gerek Meinhardt | RUS     | Timoer Arslanov Timoer Safin Aleksej Tsjeremisinov Dmitri Zjerebtsjenko |
| Sabel ploegen      | KOR  | Gu Bon-gil Kim Jung-hwan Kim Jun-ho Oh Sang-uk               | ITA    | Enrico Berrè Luca Curatoli Aldo Montano Luigi Samele                  | HUN     | Tamás Decsi Csanád Gémesi András Szatmári Áron Szilágyi                 |

### Vrouwen
| Onderdeel          | Goud | Goud                                                                  | Zilver | Zilver                                                             | Brons   | Brons                                                   |
| ------------------ | ---- | --------------------------------------------------------------------- | ------ | ------------------------------------------------------------------ | ------- | ------------------------------------------------------- |
| Degen individueel  | ITA  | Mara Navarria                                                         | ROU    | Ana Maria Popescu                                                  | USA SUI | Courtney Hurley Laura Staehli                           |
| Floret individueel | ITA  | Alice Volpi                                                           | FRA    | Ysaora Thibus                                                      | TUN ITA | Inès Boubakri Arianna Errigo                            |
| Sabel individueel  | RUS  | Sofia Pozdnjakova                                                     | RUS    | Sofja Velikaja                                                     | RUS USA | Jana Jegorjan Anne-Elizabeth Stone                      |
| Degen ploegen      | USA  | Katharine Holmes Courtney Hurley Kelley Hurley Amanda Sirico          | KOR    | Choi In-jeong Kang Young-mi Lee Hye-in                             | CHN     | Lin Sheng Sun Yiwen Xu Chengzi Zhu Mingye               |
| Floret ploegen     | USA  | Lee Kiefer Margaret Lu Nzingha Prescod Nicole Ross                    | ITA    | Chiara Cini Arianna Errigo Camilla Mancini Alice Volpi             | FRA     | Anita Blaze Astrid Guyart Pauline Ranvier Ysaora Thibus |
| Sabel ploegen      | FRA  | Manon Apithy-Brunet Cécilia Berder Charlotte Lembach Caroline Queroli | RUS    | Jana Jegorjan Sofia Pozdnjakova Svetlana Sjeveljova Sofja Velikaja | KOR     | Choi Soo-yeon Hwang Seo-na Kim Ji-yeon Yoon Ji-su       |

### Medaillespiegel
| Plaats | Land                | Goud | Zilver | Brons | Totaal |
| 1      | Italië              | 4    | 2      | 1     | 7      |
| 2      | Zuid-Korea          | 2    | 2      | 3     | 7      |
| 3      | Verenigde Staten    | 2    | 2      | 2     | 6      |
| 4      | Frankrijk           | 2    | 1      | 1     | 4      |
| 5      | Rusland             | 1    | 2      | 4     | 7      |
| 6      | Zwitserland         | 1    | 0      | 1     | 2      |
| 7      | Roemenië            | 0    | 1      | 0     | 1      |
| 7      | Venezuela           | 0    | 1      | 0     | 1      |
| 7      | Verenigd Koninkrijk | 0    | 1      | 0     | 1      |
| 10     | Oekraïne            | 0    | 0      | 2     | 2      |
| 11     | China               | 0    | 0      | 1     | 1      |
| 11     | Hongarije           | 0    | 0      | 1     | 1      |
| 11     | Spanje              | 0    | 0      | 1     | 1      |
| 11     | Tunesië             | 0    | 0      | 1     | 1      |
| Totaal | Totaal              | 12   | 12     | 18    | 42     |